# Татарский государственный гуманитарно-педагогический университет
Татарский государственный гуманитарно-педагогический университет — одно из старейших высших учебных заведений Российской Федерации. Расположен в городе Казани. С 2011 года является частью Казанского (Приволжского) федерального университета.

## История университета
Основан 24 октября 1876 года по Указу Императора Александра II как Учительский институт — третий в России после Санкт-Петербургского и Московского. После своего образования название его неоднократно менялось. Так, в 1918 году он был преобразован в Казанский педагогический институт. В 1919 году происходит следующее преобразование — в Казанский педагогический институт включаются часть педагогического состава и часть студенчества историко-филологического факультета и физико-математического факультета Казанского университета, Казанских высших женских курсов, Казанской учительской семинарии, Казанской земской школы для образования народных учительниц, а само учебное заведение переименовывается в Высший институт народного образования. В 1921 году возвращается прежнее название — Казанский педагогический институт. В 1929 году преобразуется в Восточно-педагогический институт путём слияния с Восточной академией и факультетом общественных наук Казанского университета. В 1931 году переименовывается в Татарский педагогический институт, а с 1934 года в Казанский государственный педагогический институт. В 1994 году учебное заведение получает статус университета и, соответственно, получает название Казанский государственный педагогический университет. В 2005 году на базе КГПУ создается Татарский государственный гуманитарно-педагогический университет путём присоединения двух региональных вузов — Татарско-американского регионального института и Татарского государственного гуманитарного института. В 2009 году принято решение о включении ТГГПУ в состав Казанского (Приволжского) федерального университета. 1 сентября 2011 года ТГГПУ перестал существовать юридически. Все студенты обучавшиеся в ТГГПУ стали студентами КФУ.
ТГГПУ стал родоначальником многих педагогических вузов Поволжья. В 1930-31 годах на базе национальных отделений Восточно-педагогического института были созданы педагогические вузы в Чебоксарах, Йошкар-Оле и Ижевске.
В разные периоды истории учебное заведение возглавляли:
- Парамонов Егор Иванович — с 1876 по 1896 год — директор Казанского учительского института.
- Анастасиев Андрей Иванович — с 1896 по 1902 год — директор Казанского учительского института.
- С. Н. Никольский — с 1902 по 1906 гг.
- В. М. Гайев — с 1906 по 1918 гг.
- с 1919 по 1922 гг.: А. А. Максимов — председатель инициативной группы, А. П. Машкин — председатель Совета, С. П. Сингалевич, В. Г. Дитякин, Н. Н. Фирсов, Г.Губайдуллин — комиссия по руководству вузом
- С. П. Сингалевич — с 1922 по 1929 гг. — первый ректор.
- Г. Г. Кудояров — с 1929 по 1932 гг.
- Г. К. Касымов — с 1933 по 1934 гг.
- М. Р. Юсупов — с 1934 по 1935 гг.
- А. Т. Биктагиров — с 1935 по 1939 гг.
- И. А. Громов — с 1940 по 1944 гг.
- Ю. А. Туишев — с 1945 по 1967 гг.
- М. З. Закиев — с 1967 по 1986 гг.
- Р. А. Юсупов — с 1986 по 2002 гг.
- З. Г. Нигматов — с 2002 по 2008 гг.
- Замалетдинов Радиф Рифкатович — с 2008 г.

## Структура
- социально-экономический факультет (СЭФ)
- факультет татарской филологии (ФТФ)
- факультет филологического образования (ФФО)
- факультет правового образования (ФПО)
- факультет психолого-педагогического образования (ФППО)
- факультет иностранных языков (ФИЯ)
- естественно-географический факультет (ЕГФ)
- математический факультет (МФ)
- физический факультет (ФФ)
- факультет физической культуры (ФФК)
- факультет художественного образования (ФХО)
- исторический факультет (ИФ)

Также при университете работают:
- институт дополнительного образования
- институт гуманитарных и педагогических исследований (НИИ ТГГПУ)
- центр информационных технологий и менеджмента качества образования
- поволжский региональный центр иранистики
- центр арабской культуры
- центр турецкой культуры

Форма обучения: очная, заочная.